# Langage de Description de Langages
Pour les articles homonymes, voir LDL.
LDL est l'acronyme de Langage de Description de Langages, c'est aussi le compilateur de compilateur qui l'utilise comme langage de description.
Il s'agit d'un langage et d'un cadre de développement (Framework) de compilateurs. LDL a été utilisé pour sa propre définition (méta-circularité) ce qui a facilité son développement et ses évolutions. Un dispositif auto-correcteur d'erreur est intégré.
Utilisé dans le cadre des projets de super-calculateurs SIMD et MIMD développés en France dans les années 1980, LDL a permis de la mise au point et le prototypage de différents langages.
LDL a été créé par Gabriel Kepeklian (1983-1986) - Sintra / Thonsom.